# 青木笑児
青木 笑児（あおき しょうじ、1931年4月6日 - ）は、日本の声優、俳優、司会者、CMタレント。三広企画に所属していた。 創価学会芸術部員。

## 出演作品

### テレビアニメ
- ゲゲゲの鬼太郎（第2作）（1972年、ズンベラ）

### 劇場アニメ
- ながぐつ三銃士（1972年、町長[4]）
- マジンガーZ対デビルマン（1973年、ブゴ[4]）

### 吹き替え
- ミステリーゾーン（ソ連代表グレゴリ[5]）

### テレビドラマ
- 事件記者（1958年）

### 映画
- よろめき名探偵（1958年、花丸[6]）